# قطعنامه ۱۷۵۱ شورای امنیت
قطعنامه ۱۷۵۱ شورای امنیت سازمان ملل متحد که در تاریخ ۱۳ آوریل ۲۰۰۷ تصویب شد، سندی بین‌المللی دربارهٔ اوضاع در مورد جمهوری دموکراتیک کنگو است. این قطعنامه طی نشست ۵۶۶۰ام با ۱۵ رای موافق، ۰ مخالف و ۰ ممتنع تصویب شد.